# Mariusz Fyrstenberg
Mariusz Stanisław Fyrstenberg (* 8. Juli 1980 in Warschau) ist ein ehemaliger polnischer Tennisspieler, der vornehmlich im Doppel Erfolge feierte.

## Karriere
Der Doppelspezialist konnte in seiner Karriere 18 Titel in Doppelkonkurrenzen erringen und 26 weitere Finalteilnahmen verbuchen, bis 2014 allesamt mit Partner und Landsmann Marcin Matkowski. Zu seinen größten Erfolgen zählen der Einzug ins Halbfinale der Australian Open 2006, in die Endspiele der US Open 2011 und des Masters-Series-Turniers von Madrid 2007 sowie die erfolgreiche Qualifikation für den Tennis Masters Cup 2006.
Seine höchste Position in der Doppel-Weltrangliste erreichte er im August 2012 mit Platz 6. Im Einzel erzielte er sein bestes Ranking im August 2002 mit Platz 317. Er beendete im September 2017 im Anschluss an die Pekao Szczecin Open seine Karriere.
Von 2001 bis 2014 spielte Mariusz Fyrstenberg für die polnische Davis-Cup-Mannschaft. Mit Marcin Matkowski bildete er mit 19 gemeinsamen Siegen das erfolgreichste Doppel der polnischen Davis-Cup-Geschichte. Mit 22 Siegen im Doppel wurde er hinter Matkowski (23) zum erfolgreichsten Doppelspieler der Mannschaftshistorie.

## Erfolge
| Legende (Anzahl der Siege)                           |
| Grand Slam                                           |
| Tennis Masters Cup ATP World Tour Finals             |
| ATP Masters Series ATP World Tour Masters 1000 (2)   |
| ATP International Series Gold ATP World Tour 500 (3) |
| ATP International Series ATP World Tour 250 (13)     |
| ATP Challenger Tour (12)                             |

| Titel nach Belag |
| Hartplatz (7)    |
| Sand (9)         |
| Rasen (2)        |

### Doppel

#### Turniersiege

##### ATP World Tour
| Nr. | Datum              | Turnier         | Belag         | Partner           | Finalgegner                        | Ergebnis          |
| --- | ------------------ | --------------- | ------------- | ----------------- | ---------------------------------- | ----------------- |
| 1.  | 28. Juli 2003      | Sopot (1)       | Sand          | Marcin Matkowski  | František Čermák Leoš Friedl       | 6:4, 6:7, 6:3     |
| 2.  | 23. Februar 2004   | Costa do Sauípe | Sand          | Marcin Matkowski  | Tomas Behrend Leoš Friedl          | 6:2, 6:2          |
| 3.  | 1. August 2005     | Sopot (2)       | Sand          | Marcin Matkowski  | Lucas Arnold Ker Sebastián Prieto  | 7:6, 6:4          |
| 4.  | 11. September 2006 | Bukarest        | Sand          | Marcin Matkowski  | Martín García Luis Horna           | 6:7, 7:6, [10:8]  |
| 5.  | 1. August 2007     | Sopot (3)       | Sand          | Marcin Matkowski  | Martín García Sebastián Prieto     | 6:1, 6:1          |
| 6.  | 14. Oktober 2007   | Wien            | Hartplatz (i) | Marcin Matkowski  | Christopher Kas Tomas Behrend      | 6:4, 6:2          |
| 7.  | 9. Juni 2008       | Warschau        | Sand          | Marcin Matkowski  | Nikolai Dawydenko Juri Schtschukin | 6:0, 3:6, [10:4]  |
| 8.  | 12. Oktober 2008   | Madrid (1)      | Hartplatz (i) | Marcin Matkowski  | Mahesh Bhupathi Mark Knowles       | 6:4, 6:2          |
| 9.  | 20. Juni 2009      | Eastbourne (1)  | Rasen         | Marcin Matkowski  | Travis Parrott Filip Polášek       | 6:4, 6:4          |
| 10. | 4. Oktober 2009    | Kuala Lumpur    | Hartplatz (i) | Marcin Matkowski  | Igor Kunizyn Jaroslav Levinský     | 6:2, 6:1          |
| 11. | 19. Juni 2010      | Eastbourne (2)  | Rasen         | Marcin Matkowski  | Colin Fleming Ken Skupski          | 6:3, 5:7, [10:8]  |
| 12. | 29. April 2012     | Barcelona       | Sand          | Marcin Matkowski  | Marcel Granollers Marc López       | 2:6, 6:77, [10:8] |
| 13. | 13. Mai 2012       | Madrid (2)      | Sand          | Marcin Matkowski  | Robert Lindstedt Horia Tecău       | 6:3, 6:4          |
| 14. | 21. Juli 2013      | Hamburg         | Sand          | Marcin Matkowski  | Alexander Peya Bruno Soares        | 3:6, 6:1, [10:8]  |
| 15. | 5. Januar 2014     | Brisbane        | Hartplatz     | Daniel Nestor     | Juan Sebastián Cabal Robert Farah  | 6:74, 6:4, [10:7] |
| 16. | 21. September 2014 | Metz            | Hartplatz (i) | Marcin Matkowski  | Marin Draganja Henri Kontinen      | 6:73, 6:3, [10:8] |
| 17. | 15. Februar 2015   | Memphis (1)     | Hartplatz (i) | Santiago González | Artem Sitak Donald Young           | 5:7, 7:61, [10:8] |
| 18. | 14. Februar 2016   | Memphis (2)     | Hartplatz (i) | Santiago González | Steve Johnson Sam Querrey          | 6:4, 6:4          |

##### ATP Challenger Tour
| Nr. | Datum              | Turnier      | Belag         | Partner           | Finalgegner                            | Ergebnis          |
| --- | ------------------ | ------------ | ------------- | ----------------- | -------------------------------------- | ----------------- |
| 1.  | 23. September 2001 | Stettin (1)  | Sand          | Marcin Matkowski  | Juan Ignacio Carrasco Álex López Morón | 6:4, 7:62         |
| 2.  | 18. August 2002    | Graz         | Hartplatz     | Marcin Matkowski  | Jan Frode Andersen Oliver Marach       | 6:3, 6:4          |
| 3.  | 25. August 2002    | Manerbio (1) | Sand          | Marcin Matkowski  | Anthony Ross Dušan Vemić               | 6:4, 7:64         |
| 4.  | 27. Juli 2003      | Hilversum    | Sand          | Marcin Matkowski  | Fred Hemmes Mark Nielsen               | 6:2, 7:5          |
| 5.  | 24. August 2003    | Manerbio (2) | Sand          | Marcin Matkowski  | Nicolás Almagro Roberto Menéndez       | 6:2, 6:4          |
| 6.  | 21. September 2003 | Stettin (2)  | Sand          | Marcin Matkowski  | Jaroslav Levinský David Škoch          | 6:1, 7:5          |
| 7.  | 2. November 2003   | Aachen       | Teppich (i)   | Marcin Matkowski  | Todd Perry Thomas Shimada              | 7:63, 7:63        |
| 8.  | 1. Februar 2004    | Heilbronn    | Teppich (i)   | Marcin Matkowski  | Lars Burgsmüller Tommy Robredo         | 4:6, 7:65, 3:6    |
| 9.  | 25. September 2005 | Stettin (3)  | Sand          | Marcin Matkowski  | Agustín Calleri Sebastián Prieto       | 6:2, 6:4          |
| 10. | 12. Februar 2006   | Breslau      | Hartplatz (i) | Marcin Matkowski  | Lukáš Dlouhý Pavel Šnobel              | 3:6, 6:1, [12:10] |
| 11. | 17. Juli 2011      | Sopot        | Sand          | Marcin Matkowski  | Olivier Charroin Stéphane Robert       | 7:5, 7:64         |
| 12. | 17. Januar 2016    | Canberra     | Hartplatz     | Santiago González | Maverick Banes Jarryd Chaplin          | 7:63, 6:3         |

#### Finalteilnahmen
| Nr. | Datum              | Turnier          | Belag         | Partner             | Finalgegner                            | Ergebnis            |
| --- | ------------------ | ---------------- | ------------- | ------------------- | -------------------------------------- | ------------------- |
| 1.  | 2. Oktober 2005    | Palermo (1)      | Sand          | Marcin Matkowski    | Martín Alberto García Mariano Hood     | 2:6, 3:6            |
| 2.  | 25. Februar 2006   | São Paulo        | Sand          | Marcin Matkowski    | Lukáš Dlouhý Pavel Vízner              | 1:6, 6:4, [3:10]    |
| 3.  | 30. April 2006     | Barcelona (1)    | Sand          | Marcin Matkowski    | Mark Knowles Daniel Nestor             | 2:6, 7:64, [5:10]   |
| 4.  | 27. August 2006    | New Haven (1)    | Hartplatz     | Marcin Matkowski    | Jonathan Erlich Andy Ram               | 3:6, 3:6            |
| 5.  | 1. Oktober 2006    | Palermo (2)      | Sand          | Marcin Matkowski    | Martín Alberto García Luis Horna       | 6:71, 6:72          |
| 6.  | 29. Oktober 2006   | Basel            | Teppich (i)   | Marcin Matkowski    | Mark Knowles Daniel Nestor             | 6:4, 4:6, [8:10]    |
| 7.  | 25. August 2007    | New Haven (2)    | Hartplatz     | Marcin Matkowski    | Mahesh Bhupathi Nenad Zimonjić         | 3:6, 3:6            |
| 8.  | 7. Oktober 2007    | Metz (1)         | Hartplatz (i) | Marcin Matkowski    | Arnaud Clément Michaël Llodra          | 1:6, 4:6            |
| 9.  | 21. Oktober 2007   | Madrid           | Hartplatz (i) | Marcin Matkowski    | Bob Bryan Mike Bryan                   | 3:6, 6:74           |
| 10. | 4. Mai 2008        | Barcelona (2)    | Sand          | Marcin Matkowski    | Bob Bryan Mike Bryan                   | 3:6, 2:6            |
| 11. | 14. September 2008 | Bukarest (1)     | Sand          | Marcin Matkowski    | Nicolas Devilder Paul-Henri Mathieu    | 6:74, 7:69, [20:22] |
| 12. | 5. Oktober 2008    | Metz (2)         | Hartplatz (i) | Marcin Matkowski    | Arnaud Clément Michaël Llodra          | 7:5, 3:6, [8:10]    |
| 13. | 9. August 2009     | Washington, D.C. | Hartplatz     | Marcin Matkowski    | Martin Damm Robert Lindstedt           | 5:7, 6:73           |
| 14. | 18. Oktober 2009   | Shanghai (1)     | Hartplatz     | Marcin Matkowski    | Julien Benneteau Jo-Wilfried Tsonga    | 2:6, 4:6            |
| 15. | 3. Oktober 2010    | Kuala Lumpur     | Hartplatz (i) | Marcin Matkowski    | František Čermák Michal Mertiňák       | 1:6, 6:75           |
| 16. | 10. Oktober 2010   | Peking           | Hartplatz     | Marcin Matkowski    | Bob Bryan Mike Bryan                   | 1:6, 6:75           |
| 17. | 17. Oktober 2010   | Shanghai (2)     | Hartplatz     | Marcin Matkowski    | Jürgen Melzer Leander Paes             | 5:7, 6:4, [5:10]    |
| 18. | 31. Oktober 2010   | Wien             | Hartplatz (i) | Marcin Matkowski    | Daniel Nestor Nenad Zimonjić           | 5:7, 6:3, [5:10]    |
| 19. | 11. September 2011 | New York         | Hartplatz     | Marcin Matkowski    | Jürgen Melzer Philipp Petzschner       | 2:6, 2:6            |
| 20. | 27. November 2011  | London           | Hartplatz (i) | Marcin Matkowski    | Maks Mirny Daniel Nestor               | 5:7, 3:6            |
| 21. | 3. März 2012       | Dubai            | Hartplatz     | Marcin Matkowski    | Mahesh Bhupathi Rohan Bopanna          | 4:6, 6:3, [5:10]    |
| 22. | 31. März 2013      | Miami            | Hartplatz     | Marcin Matkowski    | Aisam-ul-Haq Qureshi Jean-Julien Rojer | 4:6, 1:6            |
| 23. | 27. April 2014     | Bukarest (2)     | Sand          | Marcin Matkowski    | Jean-Julien Rojer Horia Tecău          | 4:6, 4:6            |
| 24. | 1. März 2015       | Acapulco         | Hartplatz     | Santiago González   | Ivan Dodig Marcelo Melo                | 6:72, 7:5, [3:10]   |
| 25. | 26. Juli 2015      | Umag             | Sand          | Santiago González   | Máximo González André Sá               | 6:4, 3:6, [5:10]    |
| 26. | 2. Oktober 2016    | Chengdu          | Hartplatz     | Pablo Carreño Busta | Raven Klaasen Rajeev Ram               | 6:72, 5:7           |